# Rock and Roll Revolution
Rock and Roll Revolution es el vigésimo primero álbum de estudio del músico argentino Fito Páez, compuesto y grabado durante el año 2014. Contiene 11 canciones inéditas.
Según declaraciones de Páez, compuso las canciones en dos semanas y las grabó en Buenos Aires en otras dos. El mismo fue producido por Diego Olivero, mezclado por Joe Blaney en Electric Lady Studios de Nueva York y masterizado por Ted Jensen en Sterling Sound. La foto de portada, en la cual aparece una imagen de Charly García, es de Andy Cherniavsky, mientras que las fotos del libro interno (que contiene fotos de Fito junto a García), fueron tomadas por Guido Adler. Mariano Soulé hizo el diseño gráfico para el Estudio ACH™.
Rock and Roll Revolution, Tendré que volver a amar, Los días de sonrisas, vino y flores y Muchacha son los cortes de difusión del disco. Todos los temas fueron compuestos íntegramente por Fito Páez, a excepción de Loco, escrita por García, y Los días de sonrisas, vino y flores, escrita por Páez y Gabriel Carámbula.

## Lista de temas
| Nombre                                                                 | Duración |
| ---------------------------------------------------------------------- | -------- |
| 1. Rock and Roll Revolution (Fito Páez)                                | 4:54     |
| 2. Muchacha (Fito Páez)                                                | 3:52     |
| 3. Tendré que volver a amar (Fito Páez)                                | 4:26     |
| 4. Arde (Fito Páez)                                                    | 4:35     |
| 5. La canción de Sibyl Vane (Fito Páez)                                | 4:52     |
| 6. Ella sabe todo de mí (Fito Páez)                                    | 3:52     |
| 7. La mejor solución (Fito Páez)                                       | 3:34     |
| 8. Loco (Charly García)                                                | 4:17     |
| 9. Los días de sonrisas, vino y flores (Fito Páez y Gabriel Carámbula) | 4:18     |
| 10. Que te vaya bien (Fito Páez)                                       | 4:30     |
| 11. Hombre Lobo (Yo) (Fito Páez)                                       | 2:54     |

## Músicos
- Fito Páez: voz, piano acústico, Wurlitzer, Mini Moog, Hammond
- Diego Olivero: guitarra acústica, guitarra eléctrica, bajo, drum machine
- Gabriel Carámbula: guitarra eléctrica
- Gastón Baremberg: batería
- Mariano Otero: bajo
- Juan Absatz y Déborah Dixon: coros

- Datos: Q18224835